# Elsa Berglund (konstnär)
Elsa Johanna Pärsson-Berglund, även känd under namnet Elsa Pärs-Berglund, född Persson 6 juni 1920 i Helsingborg, död 11 september 2005 i Strömstad, var en svensk konstnär, främst känd för sina bildvävar, ofta med politiska motiv.

## Biografi
Elsa Pärs-Berglund växte upp tillsammans med fyra systrar i Helsingborg. Hennes far var handelsresanden Emil Persson och hennes mor Syster Sylvia, född Nilsson. Modern, torpardotter från Kylingaryd i Blekinge, hade i ungdomen arbetat på en fabrik i Malmö där hon sydde skjortor och hon kom att lära upp alla döttrarna i olika slags sömnad. Efter småskolan kom hon in på Norrehedsskolan i Helsingborg, som leddes av reformpedagogen Arvid Gierow, där hon gick i en experimentklass. Det var här hennes konstnärliga talanger först uppmärksammades på riktigt. Som fjortonåring arbetade hon på Lindströms pappersindustri där hon fick måla julsaker, som tomtehuvuden och papperslyktor. Året därpå fick hon arbete på fotofirman Almqvist och Cöster där hon lärde sig att retuschera. På fritiden målade och tecknade hon, mest detaljrika naturalistiska arbeten, ofta i akvarell. Med dessa sökte hon sig till Valands konstskola där hon för läraren Nils Nilsson började 1941. Året därpå började även Bengt Berglund som hon gifte sig med 1945, samma år som hon slutade på skolan. Under studieperiod hann hon även med studieresor till Norge och Danmark. Efter skolan gick tiden mest åt till familjen och försörjningsarbete. Hon blev mor till tre barn: Lotten Holm, Ola Berglund och Pontus Berglund. 
Åren 1955–1956 gick hon en kurs i kartritning på Slöjdföreningens skola och fick efter detta arbete som kartritare, först i Lysekil och senare i Göteborg. Tillsammans med sin make ställde hon ut sitt måleri i Uddevalla 1959 och hon medverkade i samlingsutställningar med Helsingborgs konstförening på Vikingsberg 1947–1948. 1968 hade hon sin enda separatutställning, på galleri S:t Nicolai i Stockholm. Inför utställningen bodde hon i Irapetra på Kreta där hon lät sig inspireras av grekisk medeltidskonst. Flera av Berglunds målningar till utställningen skildrade de förtryckta, men samtidigt starka grekiska kvinnorna. Tidigare hade hennes konst främst bestått av stilleben, porträtt och landskapsmålningar i olja eller pastell. Från 1970 övergick hon nästan helt till att skapa bildvävar, både gobelänger och finnvävnad, med starka politiska förtecken, inspirerad av den norska konstnären Hannah Ryggen och med utgångspunkt i Vietnamrörelsen. Det var med dessa tydligt politiska vävar som hon till slut gjorde sitt verkliga konstnärliga genombrott. Som textilkonstnär var hon självlärd men 1974 gick hon en kurs i finnvävnad på Bohusslöjd. Kring mitten av 1970-talet var hon och familjen bosatt i Backa Västergård på Hisingen. 1977 producerade SVT den 30 minuter långa dokumentärfilmen Vävens budskap som visar hennes textilkonst. Elsa Berglund avled i Strömstad den 11 september 2005. Vid sin död testamenterade hon delar av sin samling till Röhsska museet, som har 28 av hennes vävar.
Elsa Berglund finns bland annat representerad på Bohusläns museum samt Röhsska museet.